# Ideal principal
Un ideal principal és un ideal generat per un únic element. Essent formals, sigui A un anell i I un ideal d'A:
- Es diu que I és un ideal principal per l'esquerra si existeix un element g ∈ I anomenat generador, tal que tot x ∈ I es pot escriure com x = yg per algun y de l'anell A. Així, tindrem que I = {yg | y ∈ A} i, de fet, s'acostuma a escriure que I = Ag.
- Es diu que I és un ideal principal per la dreta si existeix un element g ∈ I anomenat generador, tal que tot x ∈ I es pot escriure com x = gy per algun y de l'anell A. Així, tindrem que I = {gy | y ∈ A} i, de fet, s'acostuma a escriure que I = gA.
- Un ideal principal (pels dos costats) és aquell que és principal per la dreta i per l'esquerra. Això es dona sempre quan l'anell A és commutatiu. En aquest cas s'acostuma a escriure I = (g), tot i que la notació <g> també es pot trobar.

En un anell principal, tot ideal es pot escriure com a generat per un únic element. El fet que l'anell dels nombres enters compleixi aquesta propietat garanteix, per exemple, la propietat del màxim comú divisor de diversos enters.